# Атлетика на Летњим параолимпијским играма 2016 — 400 метара за мушкарце T37
Трка на 400 метара у класи 37 за мушкарце, била је једна од 29 дисциплина атлетског програма на Летњим параолимпијским играма 2016. у Рио де Жанеиру, Бразил. Такмичење је одржано 15. и 16. септембра на Олимпијском стадиону Жоао Авеланж.

## Земље учеснице
Учествовало је 12 такмичара из 9 земаља.
1. Алжир (1)
2. Аргентина (1)
3. Бразил (2)
4. Венецуела (1)
5. Египат (2)
6. Ирска (1)
7. Јужноафричка Република (1)
8. Кина (2)
9. Француска (1)

## Рекорди пре почетка такмичења
(стање 8. септембра 2016)
| Рекорди пре почетка Параолимпијских игара 2016.     | Рекорди пре почетка Параолимпијских игара 2016. | Рекорди пре почетка Параолимпијских игара 2016. | Рекорди пре почетка Параолимпијских игара 2016. | Рекорди пре почетка Параолимпијских игара 2016. | Рекорди пре почетка Параолимпијских игара 2016. |
| --------------------------------------------------- | ----------------------------------------------- | ----------------------------------------------- | ----------------------------------------------- | ----------------------------------------------- | ----------------------------------------------- |
| Светски рекорд                                      | 50,52                                           | Андреј Вдовин                                   | Русија                                          | Гросето, Италија                                | 14. јун 2016.                                   |
| Параолимпијски рекорд                               | 52,70                                           | Александар Дриха                                | Украјина                                        | Атина, Грчка                                    | 25. септембар 2004.                             |
| Рекорди после завршених Параолимпијских игара 2016. |                                                 |                                                 |                                                 |                                                 |                                                 |
| Параолимпијски рекорд                               | 51,13                                           | Чарл ду Тоит                                    | Јужна Африка                                    | Рио де Жанеиро, Бразил                          | 16. септембар 2016.                             |

## Сатница
| Датум               | Време | Ниво               |
| ------------------- | ----- | ------------------ |
| 15. септембар 2016. | 11:45 | Квалификације (Г1) |
| 15. септембар 2016. | 11:52 | Квалификације (Г2) |
| 16. септембар 2016. | 10:23 | Финале             |

Сва времена су по локалном времену (UTC+3)

## Освајачи медаља
|                                       |                            |                       |
| Чарл ду Тоит · Јужноафричка Република | Омар Монтерола · Венецуела | Софиане Хамди · Алжир |

## Резултати

### Квалификације
Квалификације су одржане 15.9.2016. годину у 11:45 и 11:52. Такмичари су биле подељени у две групе. У финале су се пласирали прва 3 такмичара из сваке групе и 2 на основу резултата.,,
| Пласман | Група | Атлетичар                  | Земља                  | Класа | ЛР    | ЛРС   | Резултат | Белешка    |
| ------- | ----- | -------------------------- | ---------------------- | ----- | ----- | ----- | -------- | ---------- |
| 1.      | 2     | Омар Монтерола             | Венецуела              | Т37   | 53,74 | 55,10 | 53,38    | КВ, РР, ЛР |
| 2.      | 2     | Мостафа Фатхала Мухамед    | Египат                 | Т37   | 55,74 | 55,74 | 54,27    | КВ, ЛР     |
| 3.      | 2     | Софиане Хамди              | Алжир                  | Т37   | 52,54 | 53,57 | 54,28    | КВ         |
| 4.      | 2     | Пауло Переира              | Бразил                 | Т37   | 53,88 | 54,22 | 54,36    | кв         |
| 5.      | 1     | Чарл ду Тоит               | Јужноафричка Република | Т37   | 51,12 | 51,12 | 55,28    | КВ         |
| 6.      | 1     | Ђалунг Ву                  | Кина                   | Т37   | 52,87 | 54,50 | 55,54    | КВ         |
| 7.      | 2     | Бертран Валентин           | Француска              | Т37   | 55,86 | 55,86 | 55,85    | кв, ЛР     |
| 8.      | 1     | Мохамед Абделатеф          | Египат                 | Т37   | 55,64 | 56,24 | 56,27    | КВ         |
| 9.      | 1     | Маријано Домингез          | Аргентина              | Т37   | 56,57 | 58,85 | 57,85    | ЛРС        |
| 10.     | 2     | Гуансју Шанг               | Кина                   | Т37   | 54,68 | 59,47 | 58,12    | ЛРС        |
|         | 1     | Пол Кеоган                 | Ирска                  | Т37   | 55,78 | 55,78 | Диск.    | чл. 17.8   |
|         | 1     | Матеус Евангелиста Кардосо | Бразил                 | Т37   | 55,73 | 55,73 | НС       |            |

### Финале
Такмичење је одржано 16.9.2016. годину у 10:23,,
| Пласман | Атлетичар               | Земља                  | Класа | Резултат | Белешка |
| ------- | ----------------------- | ---------------------- | ----- | -------- | ------- |
|         | Чарл ду Тоит            | Јужноафричка Република | Т37   | 51,13    | ПР, ЛР  |
|         | Омар Монтерола          | Венецуела              | Т37   | 52,93    | РР, ЛР  |
|         | Софиане Хамди           | Алжир                  | Т37   | 53,01    | ЛРС     |
| 4.      | Мостафа Фатхала Мухамед | Египат                 | Т37   | 53,43    | ЛР      |
| 5.      | Пауло Переира           | Бразил                 | Т37   | 54,47    |         |
| 6.      | Ђалунг Ву               | Кина                   | Т37   | 55,51    |         |
| 7.      | Мохамед Абделатеф       | Египат                 | Т37   | 55,61    | ЛР      |
| 8.      | Бертран Валентин        | Француска              | Т37   | 55,72    | ЛР      |